# Meliata
Meliata este o comună slovacă, aflată în districtul Rožňava din regiunea Košice. Localitatea se află la altitudinea de 201 m deasupra n.m., se întinde pe o suprafață de 14,49 km2 și în 2017 număra 205 locuitori.

## Istoric
Localitatea Meliata este atestată documentar din 1243.

## Demografie
| An:                | 1994 | 2004   | 2014   | 2024    |
| ------------------ | ---- | ------ | ------ | ------- |
| Număr de persoane: | 241  | 223    | 206    | 169     |
| Diferență:         |      | −7,46% | −7,62% | −17,96% |

| An:                | 2023 | 2024 |
| ------------------ | ---- | ---- |
| Număr de persoane: | 169  | 169  |
| Diferență:         |      | +0%  |